# Never Could Say Good-bye
「Never Could Say Good-bye」（ネヴァー・クード・セイ・グッバイ）は、大塚博堂の死後1981年6月16日発売のシングルである。追悼盤LP『大塚博堂・FOREVER』（同年8月25日発売）にB面の「映画館」ともども収録されている。
表題曲と「映画館」は共に、スタジオ録音（仮録音）が済んでいたが本格的に録音されなかった曲で、博堂の死後に遺作として発売されることになった。

## 収録曲
（全作曲：大塚博堂／編曲：あかのたちお）
1. Never Could Say Good-bye
作詞：大塚博堂
2. 映画館
作詞：藤公之介

## カバー
香港のポーラ・チョイ（徐小鳳）が、カバーしている。漢題は「星星問」「謝幕」。